# Ledniczky Márton
Ledniczky Márton (Budapest, 1954. március 11.) magyar filmrendező, producer. A Független Magyar Producerek Szövetségének ügyvivője. Az EKF-TKTK óraadója. A Számalk Szakközépiskola tanára, illetve az Európa 2000 Középiskola médiaszakos tanára

## Életpályája
Az Eötvös József Gimnáziumban érettségizett. 1972–1975 között a Mafilmnál felvételvezető és rendezőasszisztens volt. 1975–1979 között a Színház- és Filmművészeti Főiskola hallgatója volt. 1979-től rendezőasszisztens, rendező és producer. 1990–1993 között a Fiatal Magyar Filmkészítők Társaságának stúdióvezetője volt.

## Filmjei
- Szerelmem, Elektra (1974)
- Várakozók (1975)
- Anna (1981)
- Volt egyszer egy légió (1989)
- Fehér kepi (1989)
- Az én légióm (1990)
- Zsötem (1992)
- Bukfenc (1993)
- Gyerekgyilkosságok (1993)
- Európa messze van (1993)
- Karácsonyi ének (1993)
- Szabad Európa (1999)
- Kastl szelleme (2006)